# Gare de Gravenhurst
La  gare de Gravenhurst est une gare ferroviaire canadienne, fermée, située à Gravenhurst sur le territoire de la municipalité de district de Muskoka dans la province de l'Ontario.
Mise en service en 1875 par la Northern Railway of Canada elle bénéficie, après un incendie, d'un nouveau bâtiment inauguré en 1919. Le service ferroviaire des voyageurs effectué prend fin en 2012.

## Situation ferroviaire
Établie à 257 mètres d'altitude, la gare de Gravenhurst est située sur une ligne entre les gares de Bracebridge et de Washago.

## Histoire
La gare de Gravenhurst est construite et mise en service en 1875 par la Northern Railway of Canada. Cette même année 1875, un embranchement rejoint le quai de Muskoka pour permettre le lien avec les navires naviguant sur les lacs Muskoka. La gare Muskoka Warf y est construite en 1896,.
En 1913, le bâtiment d'origine est détruit par un incendie. Un nouveau bâtiment est construit en 1916. L'inauguration de ce nouvel édifice a lieu en septembre 1919 en présence du prince de Galles (futur Édouard VIII).

La gare en 1920
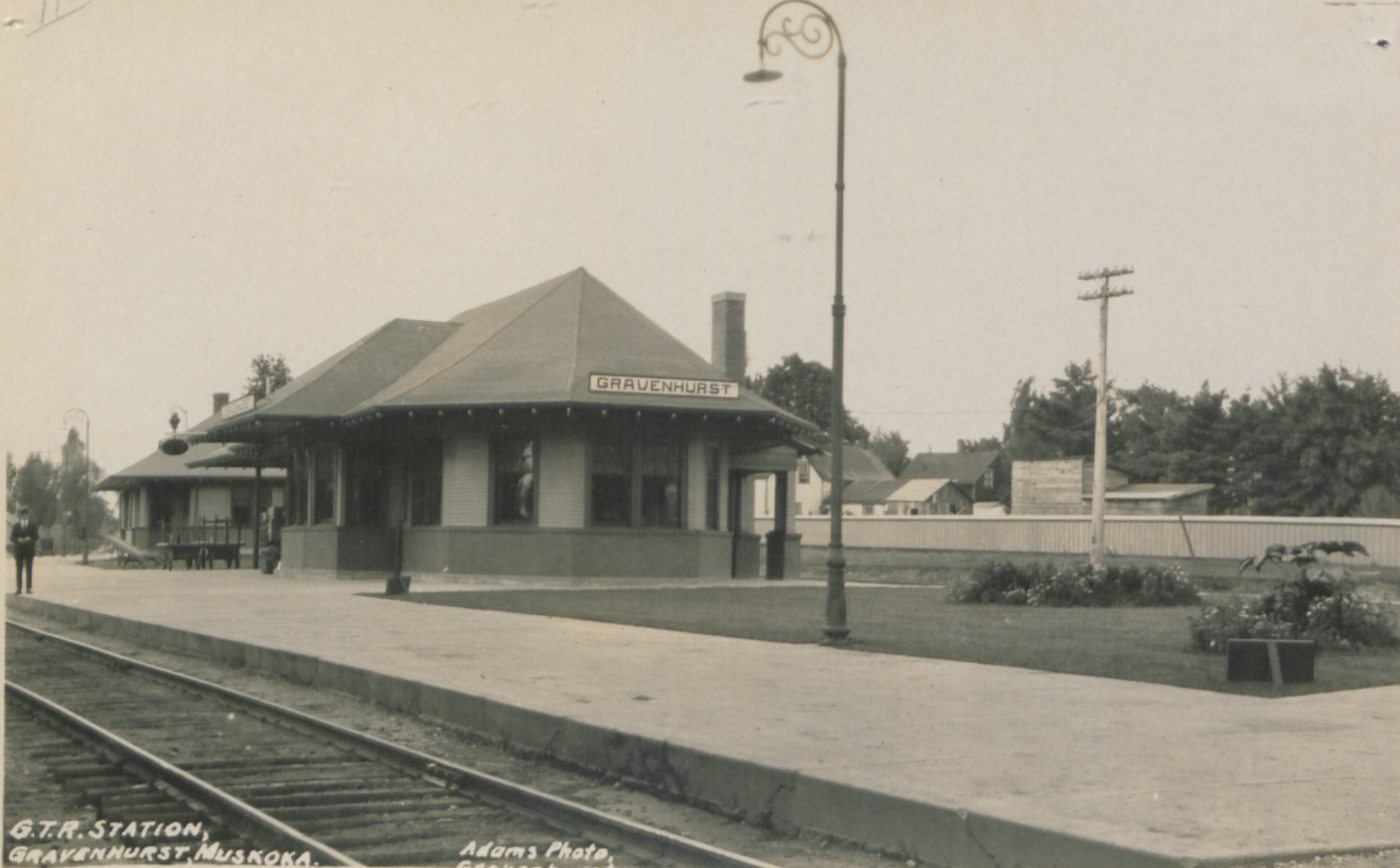
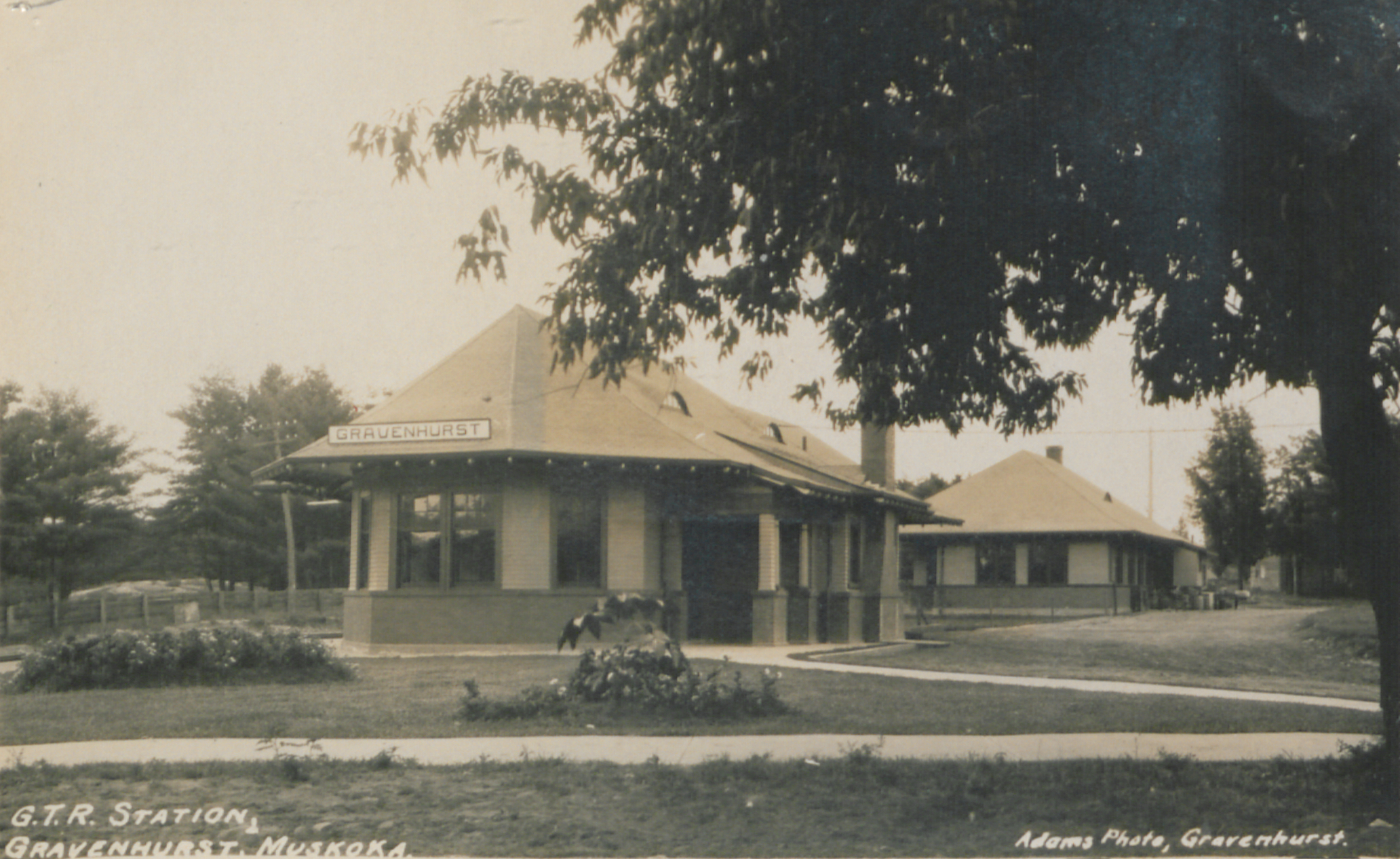

Le service des voyageurs assuré par le chemin de fer Ontario Northland, avec le train Northlander, s'arrête en septembre 2012 ce qui marque pour la gare la fin de la desserte ferroviaire voyageurs et la fermeture des services ferroviaires.

## Patrimoine ferroviaire
L'ancien bâtiment est racheté et restauré en 1986 par la ville de Gravenhurst. Lors de l'arrêt du service ferroviaire en 2012, la ville désigne le bâtiment comme élément historique patrimonial. Ensuite la gare est utilisée en dépôt pour les bus du service routier Northlander, qui a remplacé le train, et un café y est installé.
Le café ferme le 28 juin 2019, et la ville envisage d'accueillir une nouvelle entreprise pour reprendre l'ancien bâtiment qu'elle a désigné bâtiment patrimonial.